# Władysław Ciastoń
Władysław Ciastoń (ur. 16 grudnia 1924 w Krakowie, zm. 4 czerwca 2021 w Warszawie) – polski milicjant, komunistyczny działacz partyjny i dyplomata, generał dywizji Milicji Obywatelskiej, funkcjonariusz Służby Bezpieczeństwa, wiceminister spraw wewnętrznych PRL, ambasador PRL/RP w Albanii.

## Życiorys

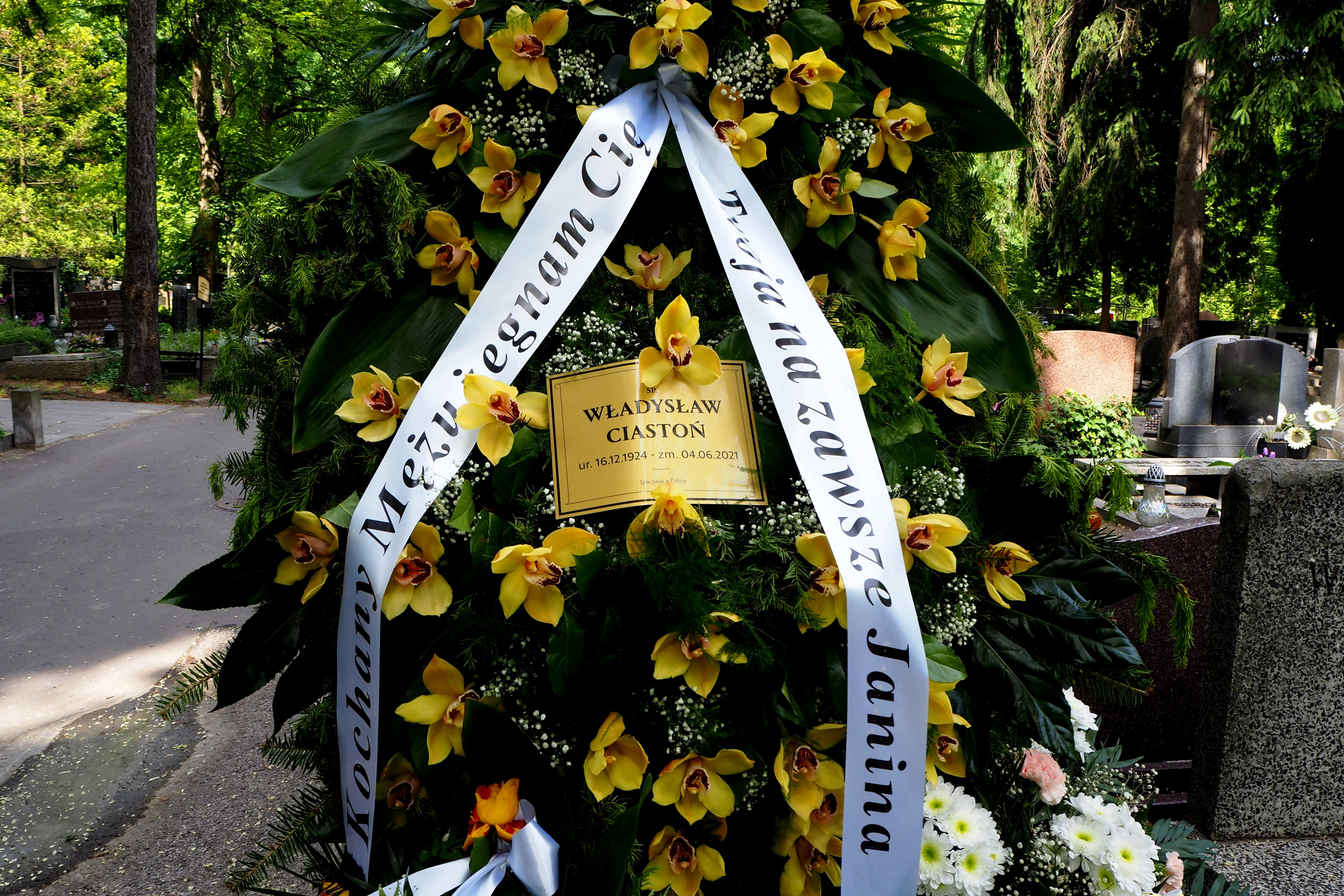
Grób gen. Władysława Ciastonia na Cmentarzu Wojskowym na Powązkach w Warszawie

Syn Ignacego i Zofii. W 1936 ukończył szkołę powszechną w Krakowie i rozpoczął naukę w gimnazjum. W 1940 r. rozpoczął naukę w Liceum Chemicznym, w 1942 uzyskał dyplom technika. Następnie uczył się w Państwowej Wyższej Szkole Technicznej w Warszawie. W 1951 ukończył studia i uzyskał tytuł magistra na Politechnice Wrocławskiej . 
W czerwcu 1945 rozpoczął służbę w organach bezpieczeństwa we Wrocławiu. W latach 1947–1948 pełnił obowiązki kierownika Wojewódzkiego Urzędu Bezpieczeństwa Publicznego we Wrocławiu i w Bolesławcu. Po ukończeniu studiów został przeniesiony do pracy w Ministerstwie Bezpieczeństwa Publicznego. Od stycznia 1953 zajmował stanowisko zastępcy Naczelnika Wydziału, następnie Naczelnika Wydziału II Departamentu IV Komitetu do Spraw Bezpieczeństwa Publicznego. Od marca do listopada 1956 był wicedyrektorem Departamentu IV Komitetu do spraw Bezpieczeństwa Publicznego. 14 października 1958 został zwolniony dyscyplinarnie z organów bezpieczeństwa za próbę ochrony funkcjonariuszy oskarżonych o kolportaż nielegalnych wydawnictw . Innym powodem zwolnienia Ciastonia ze stanowiska było jego sympatyzowanie z Natolińczykami, był uważany za nieformalnego przywódcę frakcji pronatolińskiej w MSW.
W latach 1959–1971 był pracownikiem Instytutu Maszyn Matematycznych Polskiej Akademii Nauk. W 1970 uzyskał stopień doktora nauk technicznych w zakresie chemii na Wydziale Chemicznym Politechniki Warszawskiej. 1 czerwca 1971 został zrehabilitowany i przywrócony do służby w organach bezpieczeństwa PRL. W latach 1971–1979 pełnił funkcję wicedyrektora Departamentu III Ministerstwa Spraw Wewnętrznych, a w latach 1979-1981 dyrektora Departamentu V MSW. Szef Służby Bezpieczeństwa w latach 1981–1986, podsekretarz stanu w Ministerstwie Spraw Wewnętrznych. 16 sierpnia 1980 został mianowany zastępcą szefa sztabu MSW do kierowania operacją „Lato-80”.
Mianowany generałem brygady. W okresie od 25 listopada 1981 do 10 kwietnia 1987 był wiceministrem spraw wewnętrznych i szefem Służby Bezpieczeństwa. W  październiku 1983 na mocy uchwały Rady Państwa PRL mianowany generałem dywizji. Akt nominacyjny wręczył mu w Belwederze przewodniczący Rady Państwa PRL prof. Henryk Jabłoński.
W 1984 był podejrzany o sprawstwo kierownicze zabójstwa ks. Jerzego Popiełuszki. Jednak w wyniku interwencji najwyższych organów partyjno-państwowych Polskiej Rzeczypospolitej Ludowej jego sprawę wyłączono z procesu toruńskiego, a on sam został uniewinniony. Po zwolnieniu z resortu był chargé d’affaires i ambasadorem Polskiej Rzeczypospolitej Ludowej w Tiranie (1987–1990). Od 8 października 1990 tymczasowo aresztowany wraz z gen. Zenonem Płatkiem w sprawie morderstwa ks. Popiełuszki. W 1994 został uniewinniony z powodu braku dowodów z zarzutów pomocy w planowanym w 1983 przez Służbę Bezpieczeństwa napadzie na mieszkanie ks. Andrzeja Bardeckiego i z zarzutu zorganizowania tzw. „prowokacji na Chłodnej”, gdy Służba Bezpieczeństwa podrzuciła do mieszkania ks. Popiełuszki materiały wybuchowe i nielegalne wydawnictwa.
W 2019 został uznany przez sąd winnym represjonowania opozycjonistów poprzez ich bezprawne powołanie do wojska w listopadzie 1982, stanowiące zbrodnię przeciwko ludzkości oraz zbrodnię komunistyczną i prawomocnie skazany na karę dwóch lat pozbawienia wolności.
Był członkiem Polskiej Partii Robotniczej i Polskiej Zjednoczonej Partii Robotniczej.
Zmarł 4 czerwca 2021 w wieku 96 lat. 14 czerwca został pochowany na Cmentarzu Wojskowym na Powązkach w Warszawie.

## Ordery i odznaczenia
- Order Sztandaru Pracy I kl.,
- Krzyż Oficerski Orderu Odrodzenia Polski,
- Złoty Krzyż Zasługi – dwukrotnie,
- Brązowy Krzyż Zasługi,
- Medal 10-lecia Polski Ludowej,
- Medal 30-lecia Polski Ludowej,
- Medal 40-lecia Polski Ludowej (1984)[20],
- Medal „Za udział w walkach w obronie władzy ludowej”,
- Złoty Medal „Za zasługi dla obronności kraju”,
- Srebrny Medal „Za zasługi dla obronności kraju”,
- Złota Odznaka „Za zasługi w ochronie porządku publicznego”,
- Srebrna Odznaka „Za zasługi w ochronie porządku publicznego”,
- Brązowa Odznaka „Za zasługi w ochronie porządku publicznego”,
- Złota Odznaka „W Służbie Narodu”,
- Odznaka „10 Lat w Służbie Narodu”,
- Medal im. Ludwika Waryńskiego (1988)[21],
- Order Przyjaźni Narodów (ZSRR)